# Maserati Quattroporte

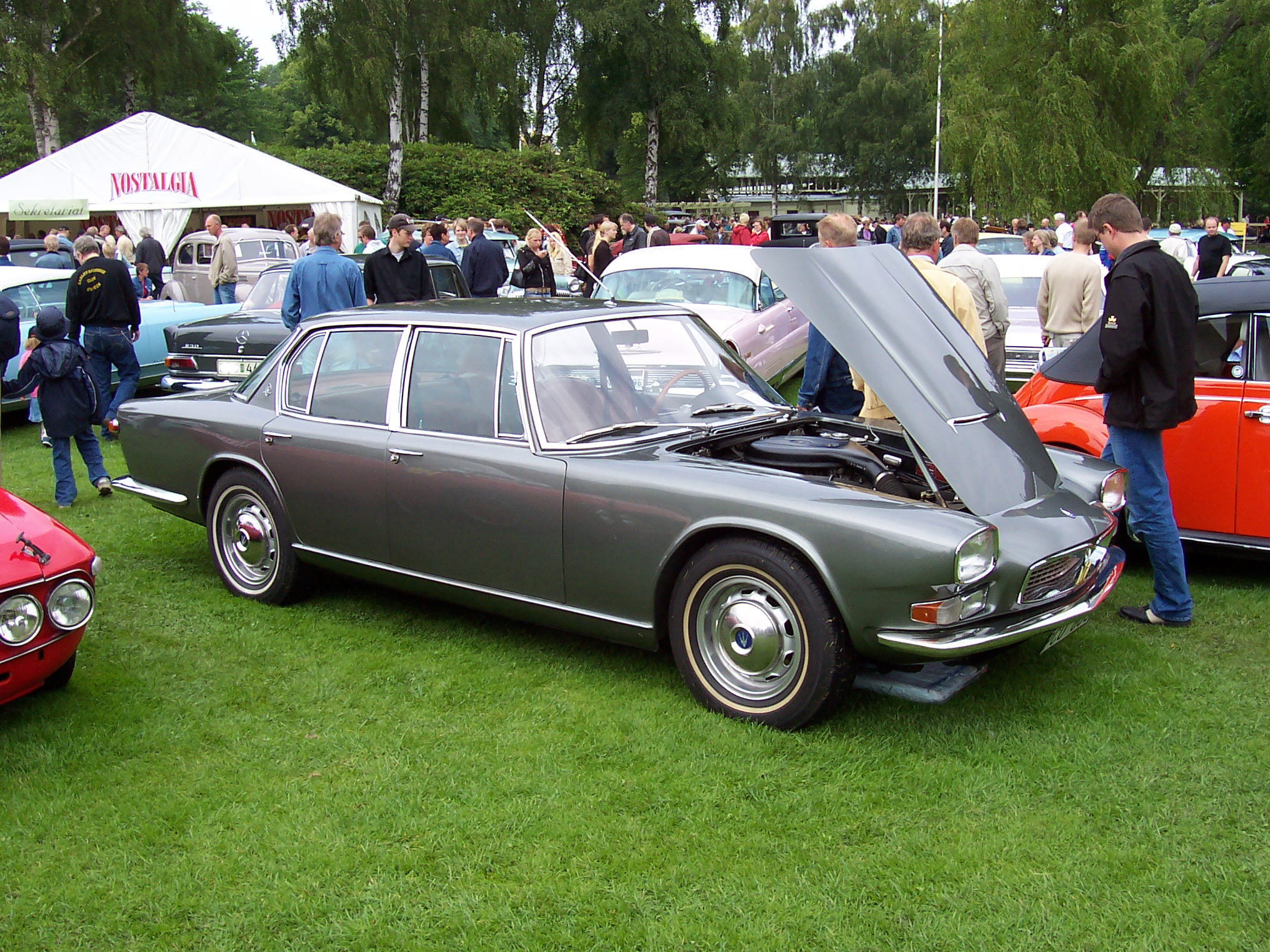
Maserati Quattroporte I

Maserati Quattroporte är en bilmodell från Maserati. Modellen är en fyradörrars (därav namnet) lyxsedan som lanserades 1963 och har sedan dess tillverkats i sex generationer totalt. Den mest sällsynta är Quattroporte II som endast tillverkades i 13 exemplar.

## Quattroporte I (1963-71)
Tipo 107 tillverkades i 679 exemplar i två serier mellan 1963 och 1971. Den första Tipo 107 hade De Dion-axel bak, medan den senare Tipo 107/A hade stel bakaxel. Karossen signerades Pietro Frua.
Mått:
- Hjulbas: 275 cm
- Längd: 500 cm
- Bredd: 172 cm
- Höjd: 136 cm
- Vikt: 1750 kg

Varianter:
| Modell     | Motor              | Cylindervolym | Effekt | Bränslesystem               |
| ---------- | ------------------ | ------------- | ------ | --------------------------- |
| Tipo 107   | 8-cyl V-motor dohc | 4136 cm³      | 260 hk | 4 st Weber 38DCNL förgasare |
| Tipo 107/A | 8-cyl V-motor dohc | 4719 cm³      | 290 hk | 4 st Weber 38DCNL förgasare |

## Quattroporte II (1974-75)

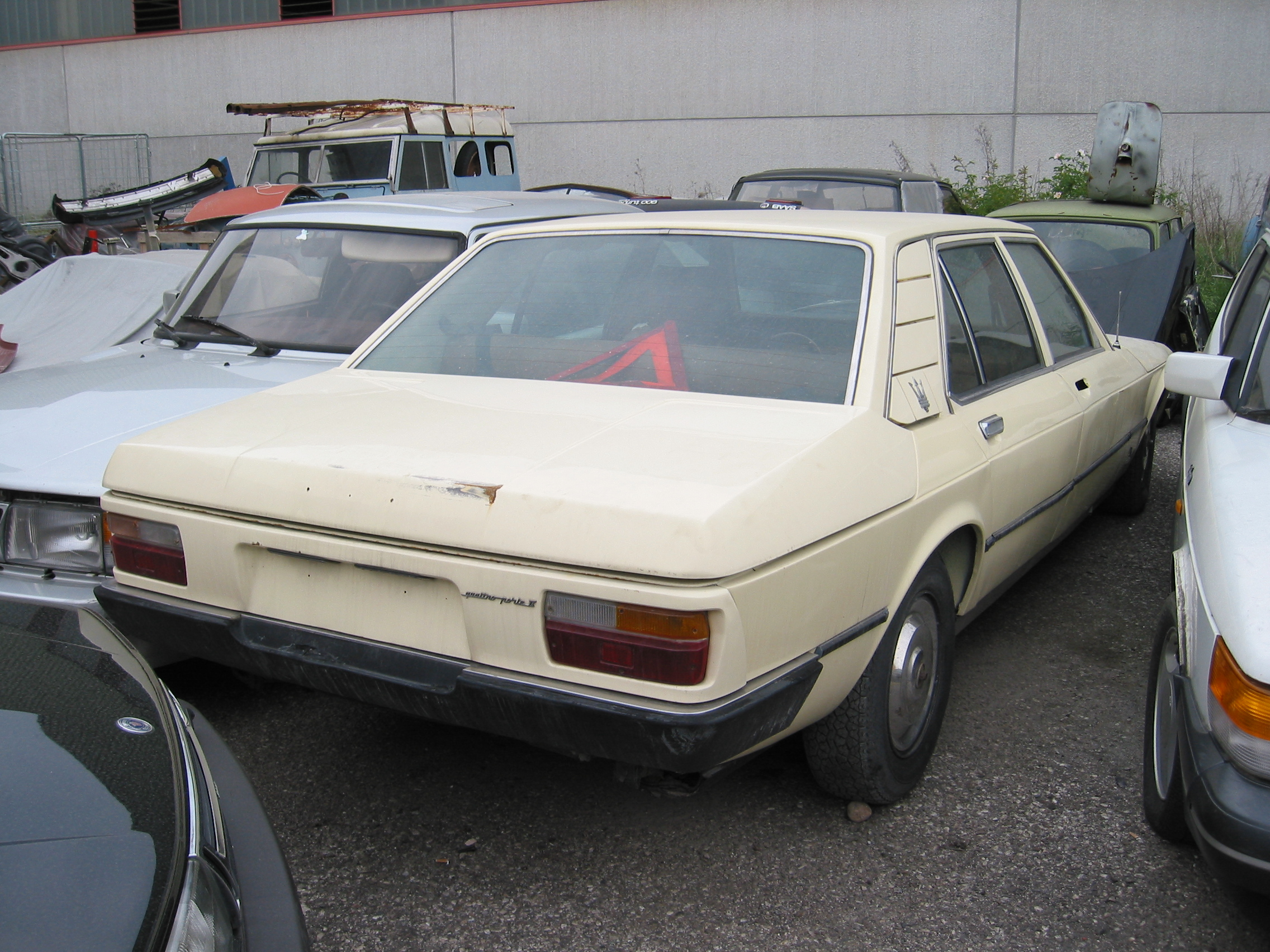
Maserati Quattroporte II

Tipo 123 tillverkades i 13 exemplar mellan 1974 och 1975. Tekniken hämtades från dåvarande ägaren Citroën. Karossen ritades av Bertone.
Mått:
- Hjulbas: 307 cm
- Längd: 513 cm
- Bredd: 187 cm
- Höjd: 137 cm
- Vikt: 2100 kg

Varianter:
| Modell   | Motor              | Cylindervolym | Effekt | Bränslesystem |
| -------- | ------------------ | ------------- | ------ | ------------- |
| Tipo 123 | 6-cyl V-motor dohc | 2965 cm³      | 210 hk | Förgasare     |

## Quattroporte III (1979-90)

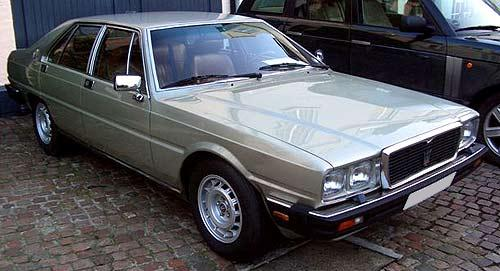
Maserati Quattroporte III

Quattroporte III tillverkades i 2 141 exemplar mellan 1979 och 1990. Modellen började som en show-bil från Italdesign 1976 och gick i produktion tre år senare. Tekniken baserades på ägaren De Tomasos stora sedan Deauville. Bilen marknadsfördes de första åren under namnet "4porte", men det övergavs snart till förmån för "Quattroporte III". 1986 introducerades superlyx-varianten "Royale".
Mått:
- Hjulbas: 280 cm
- Längd: 498 cm
- Bredd: 189 cm
- Höjd: 139 cm

Varianter:
| Modell              | Motor              | Cylindervolym | Effekt | Bränslesystem      |
| ------------------- | ------------------ | ------------- | ------ | ------------------ |
| 4porte              | 8-cyl V-motor dohc | 4136 cm³      | 255 hk | Förgasare          |
| Quattroporte III    | 8-cyl V-motor dohc | 4930 cm³      | 280 hk | Förgasare          |
| Quattroporte Royale | 8-cyl V-motor dohc | 4930 cm³      | 300 hk | Bränsleinsprutning |

## Quattroporte IV (1994-2000)

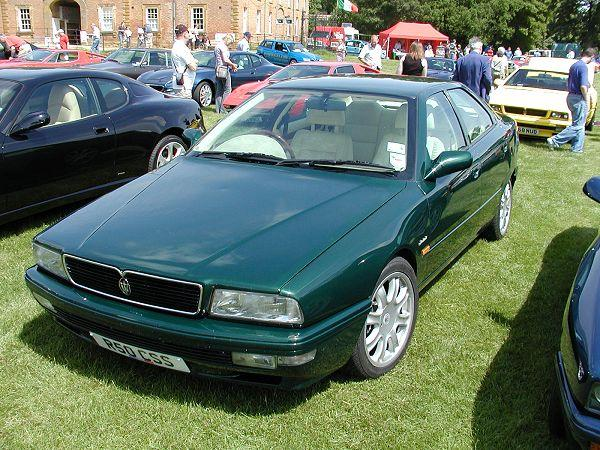
Maserati Quattroporte IV

Quattroporte IV tillverkades mellan 1994 och 2000. Tekniken hämtades från Maserati Biturbo, inklusive den turboladdade V6:an. Från 1995 fanns även en liten överladdad V8:a. I samband med Ferraris övertagande 1998, introducerades den modifierade Evoluzione. Karossen ritades av Marcello Gandini. Ytternåtten på denna generation var åtskilligt mindre än de tidigare.
Mått:
- Hjulbas: 265 cm
- Längd: 455 cm
- Bredd: 181 cm
- Höjd: 138 cm

Varianter:
| Modell                     | Motor              | Cylindervolym | Effekt | Bränslesystem               |
| -------------------------- | ------------------ | ------------- | ------ | --------------------------- |
| Quattroporte 2.0           | 6-cyl V-motor dohc | 1996 cm³      | 287 hk | Bränsleinsprutning, Biturbo |
| Quattroporte 2.8           | 6-cyl V-motor dohc | 2790 cm³      | 284 hk | Bränsleinsprutning, Biturbo |
| Quattroporte Ottocilindri  | 8-cyl V-motor dohc | 3217 cm³      | 335 hk | Bränsleinsprutning, Biturbo |
| Quattroporte V6 Evoluzione | 6-cyl V-motor dohc | 2790 cm³      | 284 hk | Bränsleinsprutning, Biturbo |
| Quattroporte V8 Evoluzione | 8-cyl V-motor dohc | 3217 cm³      | 335 hk | Bränsleinsprutning, Biturbo |

## Quattroporte V (2004-12)

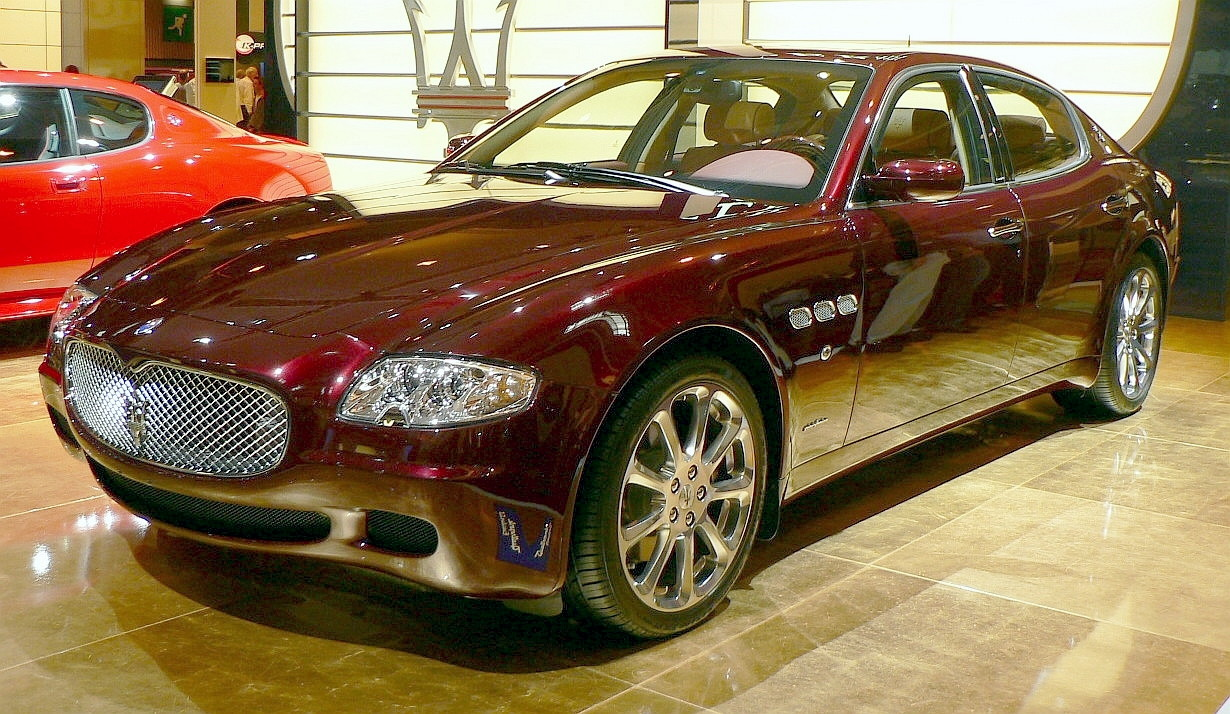
Maserati Quattroporte V

Den femte Quattroporte-generationen introducerades på Frankfurt-salongen 2003. Motorn är hämtad från de mindre syskonmodellerna Maserati Coupe & Spyder, liksom den 6-växlade halvautomatiska växellådan. Karossen har ritats av Pininfarina och i och med denna generation har Quattroporte åter blivit större med en längd på över fem meter.
Hösten 2008 introducerades en reviderad Quattroporte. Programmet kompletterades med en starkare S-version med motor från Alfa Romeo 8C Competizione.
Mått:
- Hjulbas: 306 cm
- Längd: 505 cm
- Bredd: 190 cm
- Höjd: 144 cm

Varianter:
| Modell         | Motor              | Cylindervolym | Effekt | Bränslesystem      |
| -------------- | ------------------ | ------------- | ------ | ------------------ |
| Quattroporte   | 8-cyl V-motor DOHC | 4244 cm³      | 400 hk | Bränsleinsprutning |
| Quattroporte S | 8-cyl V-motor DOHC | 4691 cm³      | 430 hk | Bränsleinsprutning |

## Quattroporte VI (2013-23)

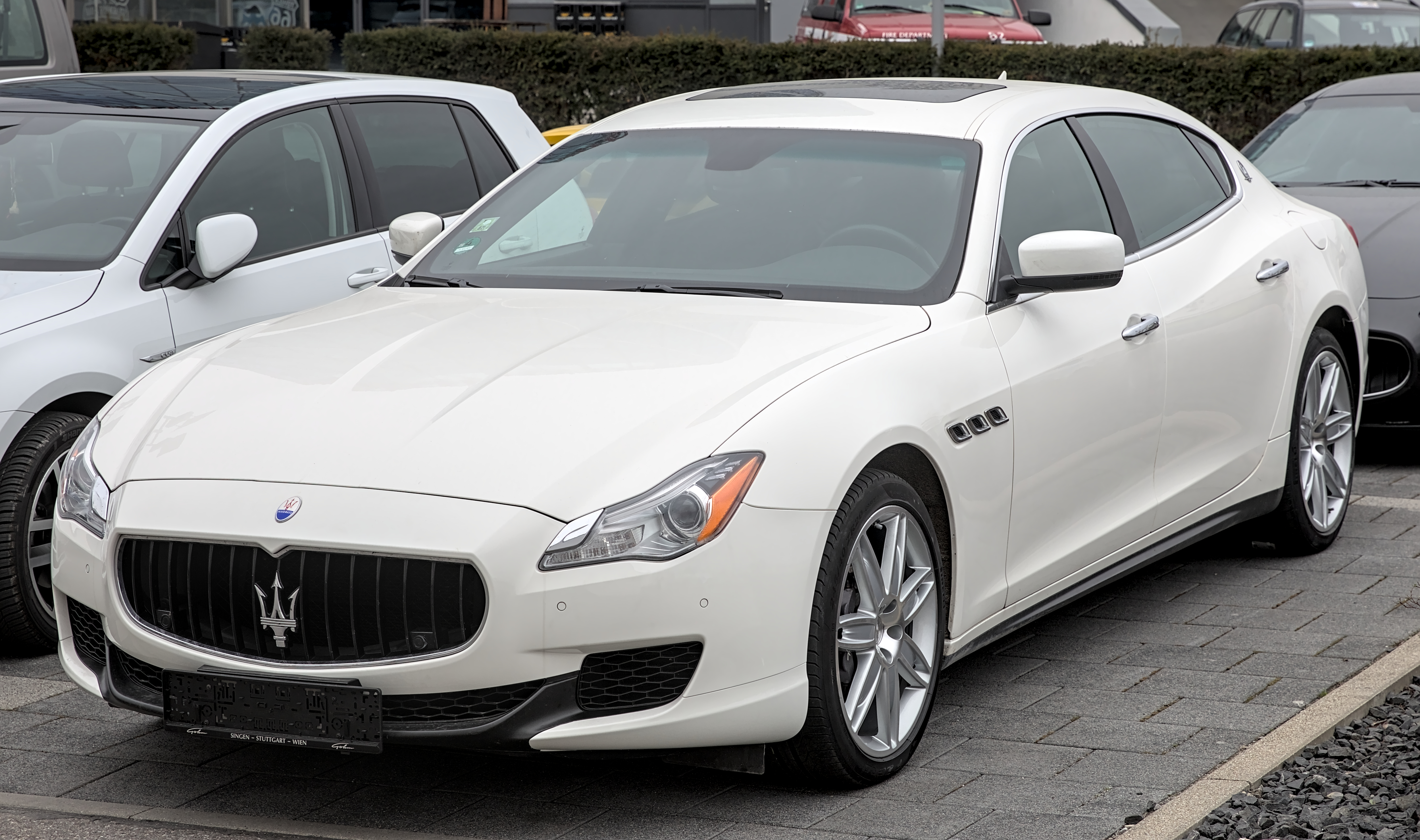
Maserati Quattroporte VI

På North American International Auto Show i Detroit i januari 2013 introducerades den senaste Quattroporte-generationen. Bilen har en ny V8-motor med dubbla turboaggregat som är kopplad till en 8-växlad automatlåda. Senare har tillkommit en dieselversion samt en sexcylindrig version som även erbjuds med fyrhjulsdrift. Karossen är ritad av Fiat Centro Stiles Maserati-avdelning under ledning av Lorenzo Ramaciotti.
Mått:
- Hjulbas: 317 cm
- Längd: 526 cm
- Bredd: 195 cm
- Höjd: 148 cm

Varianter:
| Modell              | Motor              | Cylindervolym | Effekt     | Bränslesystem              |
| ------------------- | ------------------ | ------------- | ---------- | -------------------------- |
| Quattroporte Diesel | 6-cyl V-motor DOHC | 2987 cm³      | 250-275 hk | Common rail turbodiesel    |
| Quattroporte        | 6-cyl V-motor DOHC | 2979 cm³      | 330-350 hk | Direktinsprutning, biturbo |
| Quattroporte S      | 6-cyl V-motor DOHC | 2979 cm³      | 410-430 hk | Direktinsprutning, biturbo |
| Quattroporte GTS    | 8-cyl V-motor DOHC | 3799 cm³      | 530 hk     | Direktinsprutning, biturbo |
| Quattroporte Trofeo | 8-cyl V-motor DOHC | 3799 cm³      | 580 hk     | Direktinsprutning, biturbo |